# Nicolas Standaert
Nicolas Marie Joseph Felix Teresa Standaert SJ (* 1959) ist ein belgischer Sinologe, Hochschullehrer und römisch-katholischer Priester, der dem Jesuitenorden angehört.

## Werdegang
Standaert studierte Sinologie an der Universität Leiden von 1977 bis 1982 im Bachelor und Master und schloss das Studium anschließend 1984 mit einer Promotion über den chinesischen, römisch-katholischen Gelehrten Yang Tingyun (1562–1627) ab. Während seiner Promotionszeit studierte er außerdem von 1982 bis 1983 chinesische Philosophie and Geschichte an der Fudan-Universität in Shanghai. Anschließend absolvierte Standaert von 1986 bis 1990 ein Bachelorstudium der Philosophie und Theologie am jesuitischen Centre Sèvres in Paris sowie von 1992 bis 1994 ein Lizenziatsstudium der Theologie an der Katholischen Fu-Jen-Universität in Taipeh.
Er war von 1990 bis 1992 als Forscher bei China News Analysis in Hongkong tätig. Seit 1993 ist er Professor, seit 2000 Lehrstuhlinhaber für Sinologie an der Katholischen Universität Leuven.
Darüber hinaus war er Gastprofessor an der University of California, Berkeley (Frühjahrssemester 2009) und der Harvard University (Frühjahrssemester 2011) sowie an der Sun-Yat-sen-Universität in Guangzhou (März bis Juni 2018). Seit 2003 ist er Mitglied der Royal Academies for Science and the Arts of Belgium.
Standaerts Forschungsschwerpunkt liegt auf dem interkulturellen Austausch zwischen China und Europa im 17. und 18. Jahrhundert, insbesondere im Hinblick auf interphilosophisches und interreligiöses Denken, Ritualisierung, Medizin, Astrologie, „visuelle Kultur“, Geschichtsschreibung und Druckkultur.

## Publikationen
- Yang Tingyun, Confucian and Christian in Late Ming China: His Life and Thought, (Sinica Leidensia 19), Leiden / New York / Kopenhagen / Köln, E. J. Brill, 1988; chinesische Übersetzung: (Zhong Mingdan 鐘鳴旦), Yang Tingyun: Mingmo tianzhujiao ruzhe 楊廷筠：明末天主教儒者, Shengshen yanjiu zhongxin Hong Kong, 1987; Beijing: Shehui kexue wenxian chubanshe (Academy of Social Sciences), 2002
- The Fascinating God: A Challenge to Modern Chinese Theology Presented by a Text on the Name of God Written by a 17th Century Chinese Student of Theology, (Inculturation: Working Papers on Living Faith and Cultures XVII), Pontificia Universita Gregoriana, Roma, 1995, 154 pp.; Chinese translation: Keqin de Tianzhu: Qingchu jidutu lun 'di' tan 'tian' 可親的天主：清初基督徒論帝談天, übers. He Lixia 何麗霞, (Fujen University Theological Series 46), Taibei: Kuangqi Press, 1998
- (Herausgeber): Handbook of Christianity in China: Volume One (635–1800), Leiden: Brill, 2000, 964 pp.
- (Mitherausgeber): Xujiahui cangshulou Ming-Qing tianzhujiao wenxian 徐家匯蔵書樓明清天主教文獻 (Chinese Christian Texts from the Zikawei Library), Taibei: Fu Jen Catholic Univ. Press, 1996, 5 vols., 2621 pp. (zusammen mit A. Dudink, Y.L. Huang, P.Y. Chu)
- (Mitherausgeber): Yesuhui Luoma dang'anguan MingQing tianzhujiao wenxian 耶穌會羅馬檔案館明清天主教文獻 (Chinese Christian Texts from the Roman Archives of the Society of Jesus), Taibei: Ricci Institute, 2002, 6786 pp. (zusammen mit A. Dudink)
- Methodology in View of Contact Between Cultures: The China Case in the 17th Century, (CSRCS Occasional Paper no. 11), Hong Kong: Centre for the Study of Religion and Chinese Society, The Chinese University of Hong Kong, 2002, 64 pp. (also published in Chinese and French)
- (Mitherausgeber): Les Danses rituelles chinoises d’après Joseph-Marie Amiot, Brussel/Namur: Éditions Lessius / Presses universitaires de Namur, 2005, 328 pp. (zusammen mit Yves Lenoir †)
- (Mitherausgeber): Forgive Us Our Sins: Confession in Late Ming and Early Qing China, (Monumenta Serica Monograph Series LV), Sankt Augustin / Nettetal, Steyler Verlag, 2006, 268 pp. (zusammen mit Ad Dudink)
- An Illustrated Life of Christ Presented to the Chinese Emperor: The History of Jincheng shuxiang (1640), (Monumenta Serica Monograph Series LIX), Sankt Augustin Nettetal: Steyler Verlag, 2007, 333 pp.
- The Interweaving of Rituals: Funerals in the Cultural Exchange between China and Europe, Seattle: University of Washington Press, 2008, 328 pp.